# Arrivederci e grazie
Arrivederci e grazie è un film del 1988 diretto da Giorgio Capitani.

## Trama
Roma. Le vite di Carlo, industriale donnaiolo mai divenuto adulto, e di Paolo, figlio scrittore di scarso successo con lo stesso problema, si intrecciano nel medesimo appartamento quando entrambi sono lasciati dalle rispettive consorti Laura (manager) e Sandra (erborista). Per di più c'è un secondo figlio, Giacomo, alle prese con una precoce paternità. La bella Benedetta, attrice per caso, ha un'uscita riparatrice con Paolo, di cui aveva stroncato inavvertitamente il copione, ma è condotta dallo stesso nelle braccia del padre. La gelosia per Benedetta ed il cancro di Carlo, tenuto dapprima nascosto a tutti, fa sì che egli e Paolo si riavvicinino alle mogli, anche se per Carlo è forse tardi.

## Produzione
Il cast è formato in parte da due famiglie legate fra loro, i Tognazzi (padre e figli maschi) e gli Izzo (compresa la sceneggiatrice, Simona Izzo, moglie di Ricky).